# St Helena National Trust
Il St Helena National Trust è un'organizzazione indipendente non profit, che mira a conservare l'eredità ambientale e culturale dell'isola di Sant'Elena.
Il St Helena National Trust è stato fondato il 22 maggio 2002, in occasione del 500º anniversario della scoperta dell'isola di Sant'Elena.
Il proprietario è il principe Andrea, Duca di York, è il secondo figlio maschio di Elisabetta II del Regno Unito e del Principe Filippo, Duca di Edimburgo.

## Elenco
- Alarm Hill
- Sane Valley, dove Napoleone Bonaparte fu sepolto
- Napoleon's Tomb[1]
- Two Gun Saddle
- Samson's Battery
- Bank's Battery
- Plantation House[2]
- Munden's Battery
- Ladder Hill Fort
- Longwood House[3], dove Napoleone Bonaparte risiedette
- Lots Wife Ponds[4]
- The briars Pavillion[5]
- High Knoll Fort[6]
- Museo di Sant'Elena[7]